# Мати-героїня (Україна)
Мати-героїня — державна нагорода України — почесне звання України, що надається Президентом України жінкам, які народили та виховали до восьмирічного віку п'ятьох і більше дітей, у тому числі дітей, усиновлених у встановленому законодавством порядку, з врахуванням вагомого особистого внеску у виховання дітей у сім'ї, створення сприятливих умов для здобуття дітьми освіти, розвитку творчих здібностей дітей, формування високих духовних і моральних якостей

## Історія нагороди
- 11 травня 2004 року Верховна Рада України прийняла Закон України № 1705-IV «Про внесення зміни до статті 10 Закону України „Про державні нагороди України“», яким була встановлена нова державна нагорода України — почесне звання «Мати-героїня».
- 4 червня 2004 року Закон набрав чинності.[2]
- 21 серпня 2004 року Указом Президента України № 963/2004 були внесені відповідні зміни в Указ від 29 червня 2001 року «Про почесні звання України» — встановлені підстави для нагородження та опис нагрудного знаку.
- 21 серпня 2004 року — перший указ Президента України про присвоєння нового звання. Почесне звання «Мати-героїня» присвоєно багатодітним матерям, кавалерам орденів СРСР «Мати-героїня» та «Материнська слава» I — III ступенів Примак Ганні Охрімівні та Репетіло Лідії Григорівні.[3]
- 28 липня 2007 року Указом Президента України були внесені зміни до Положення про почесні звання України щодо звання «Мати-героїня»: первинні вимоги щодо присвоєння звання жінкам, які народили та виховали до восьмирічного віку п'ятьох і більше дітей, у тому числі дітей, усиновлених у встановленому законодавством порядку були доповнені необхідністю враховувати вагомий особистий внесок у виховання дітей у сім'ї, створення сприятливих умов для здобуття дітьми освіти, розвитку їх творчих здібностей, формування високих духовних і моральних якостей[1]
- 16 грудня 2011 року Указом Президента України № 1160/2011 були внесені зміни до опису нагрудного знака, що набирають чинності з 1 січня 2012 року.
- 2 липня 2016 року Указом Президента України № 284/2016 були внесені зміни до Положення про почесні звання України щодо звання «Мати-героїня» щодо розгляду клопотання про присвоєння почесного звання «Мати-героїня» протягом місяця та необхідних документів для розгляду клопотання.[4]

## Положення про почесне звання
- Звання присвоюється жінкам, які народили та виховали до восьмирічного віку п'ятьох і більше дітей, у тому числі дітей, усиновлених у встановленому законодавством порядку, враховуючи вагомий особистий внесок у виховання дітей у сім'ї, створення сприятливих умов для здобуття дітьми освіти, розвитку їх творчих здібностей, формування високих духовних і моральних якостей.
- Присвоєння почесного звання провадиться указом Президента України.
- Присвоєння почесного звання вдруге не провадиться.
- Присвоєння почесного звання посмертно не провадиться.
- Особі, удостоєній почесного звання, вручаються нагрудний знак та посвідчення до почесного звання встановленого зразка.

## Одноразова винагорода
Указом Президента України В. А. Ющенко № 1254/2007 з 1 січня 2008 року була заснована одноразова винагорода жінкам, яким присвоєно почесне звання України «Мати-героїня», у десятикратному розмірі прожиткового мінімуму, встановленого для працездатних осіб.

## Опис нагрудного знака
Нагрудний знак до почесного звання України має форму овального вінка, утвореного двома гілками лаврового листя. Кінці гілок унизу обвиті стрічкою. У середині вінка вміщений фігурний картуш. Картуш увінчує малий Державний Герб України. Лицьовий бік нагрудного знака випуклий. Усі зображення і напис рельєфні. На зворотному боці нагрудного знака — застібка для прикріплення до одягу.
Розміри нагрудного знака: ширина — 35 мм, довжина — 45 мм.

### 2004–2011
Нагрудний знак до почесного звання «Мати-героїня» виготовляється з позолоченого срібла і містить на фігурному картуші срібне зображення матері з дитиною на руках, а під ним — стрічку білої емалі з написом «Мати-героїня», виконаним з жовтого металу.

### З1 січня2012року
Нагрудний знак до почесного звання «Мати-героїня» виготовляється з латуні і містить на фігурному картуші виготовлене з нейзильберу зображення матері з дитиною на руках, а під ним — стрічку білої емалі з написом «Мати-героїня». Малий Державний Герб України, овальний вінок, фігурний картуш та напис «Мати-героїня» — позолочені. Поле щита малого Державного Герба України залите синьою емаллю.

## Послідовність розміщення знаків державних нагород України
- Особи, вдостоєні почесних звань, носять нагрудні знаки до них з правого боку грудей.

## Статистика нагороджень
- Від встановлення у 2004 році по 30 серпня 2011 звання отримали 71446 жінок.[5]
- У січні-серпні 2011 року почесне звання «Мати-героїня» присвоєно понад 23 000 жінкам[6]. Усього до кінця 2011 року планувалося відзначити близько 30 000 багатодітних матерів[7].
- За станом на 1 жовтня, від початку 2012 року почесне звання «Мати-героїня» присвоєно понад 35 тисячам жінок.[8]
- За станом на 24 серпня 2013 року, з початку року Президент присвоїв почесне звання «Мати-героїня» майже 20 тисячам багатодітних матерів. Загалом Віктор Янукович присвоїв вказане почесне звання понад 95 тисячам багатодітних матерів.[9]
- 2014 рік — напередодні Дня незалежності Президент України Петро Порошенко підписав укази про присвоєння почесного звання «Мати-героїня» понад 3000 багатодітним жінкам.[10]
- 2015 рік — напередодні Міжнародного жіночого дня Президент України Петро Порошенко підписав Указ № 134/2015 про присвоєння почесного звання «Мати-героїня» 787 багатодітним жінкам[11]; у серпні звання було присвоєно 980 жінкам[12]; 3 грудня звання було присвоєно ще 940 жінкам[13].
- У травні 2016 року звання «Мати-героїня» присвоєно 1085 українським жінкам[14].
- У грудні 2016 року звання «Мати-героїня» присвоєно 1072 українським жінкам[15]
- У травні 2018 президент Президент Порошенко, підписав указ № 121 "Про присвоєння почесного звання «Мати-героїня» 1051 матері.[16].
- У травні 2019 президент Президент Порошенко, підписав указ № 190, яким присвоїв почесне звання «Мати-героїня» 616 українкам.[17]
- У травні 2021 року Президент Зеленський підписав Указ № 188/2021 "Про присвоєння почесного звання «Мати-героїня» 1019 українкам.[18]
- У грудні 2021 року Президент Зеленський підписав Указ № 655/2021 "Про присвоєння почесного звання «Мати-героїня» 85 українкам
- У січні 2024 року Президент Зеленський підписав Указ № 33/2024 "Про присвоєння почесного звання «Мати-героїня»
- У травні 2025 року Президент Зеленський підписав Указ № 300/2025 "Про присвоєння почесного звання «Мати-героїня»

## Нагороджені жінки

### 2018[16]
| Область           | Кількість нагород |
| ----------------- | ----------------- |
| Вінницька         | 40                |
| Волинська         | 128               |
| Дніпропетровська  | 30                |
| Донецька          | 27                |
| Житомирська       | 85                |
| Запорізька        | 7                 |
| Івано-Франківська | 31                |
| Київська          | 15                |
| Кіровоградська    | 11                |
| Луганська         | 2                 |
| Львівська         | 50                |
| Миколаївська      | 16                |
| Одеська           | 52                |
| Полтавська        | 25                |
| Рівненська        | 244               |
| Сумська           | 23                |
| Тернопільська     | 38                |
| Чернігівська      | 13                |
| Закарпатська      | 116               |
| Харківська        | 28                |
| Херсонська        | 6                 |
| Хмельницька       | 19                |
| Черкаська         | 7                 |
| Чернівецька       | 27                |
| м. Київ           | 11                |